# Ivan Stolbovoy
Ivan Aleksandrovich Stolbovoy (tiếng Nga: Иван Александрович Столбовой; sinh ngày 11 tháng 8 năm 1986) là một cầu thủ bóng đá người Nga. Anh thi đấu cho F.K. Luch-Energiya Vladivostok.